# Taratal
Taratal (nepalski: ताराताल) – gaun wikas samiti w zachodniej części Nepalu w strefie Bheri w dystrykcie Bardiya. Według nepalskiego spisu powszechnego z 2001 roku liczył on 1536 gospodarstw domowych i 8524 mieszkańców (4368 kobiet i 4156 mężczyzn).